# Bolívar (Ecuador)
Bolívar è una parrocchia urbana dell'Ecuador, capoluogo dell'omonimo cantone, nella provincia del Carchi.